# Revoluciones de Túnez

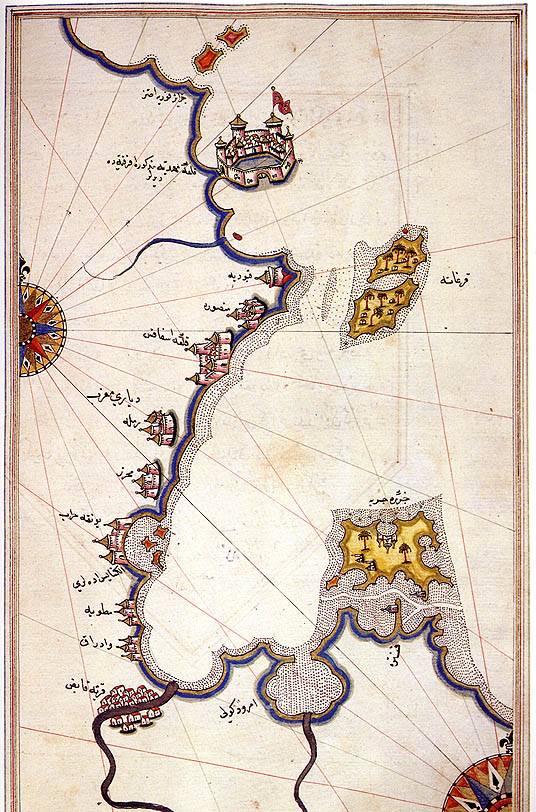
Carta de navegación otomana del, que representa la costa sureste de Túnez

Las Revoluciones de Túnez o Guerra de Sucesión Muradita fue un período de guerras civiles que se produjeron en el Túnez otomano entre la muerte del soberano muradita Murad Bey II en 1675 y la toma de poder del rey husseinita Al-Husayn I ibn Ali en 1705. Los beligerantes fueron los hijos de Murad II, Ali Bey El Muradi y Mohamed Bey El Muradi, su hermano Mohamed El Hafsi El Muradi, bajá de Túnez, muchos deys de Túnez, la milicia turca de Túnez y el dey de Argel. Los historiadores afirman que estas revoluciones encuentran su fuente en la constante lucha de poder entre la dinastía de los muraditas que tendían a separarse del yugo otomano y la milicia turca de Túnez (comandados por el diván) que quería evitar que los beys lo convirtieran en un régimen más monárquico. Cada dey de Túnez tenía problemas para ganarse la confianza del diván y los muraditas.

## Contexto

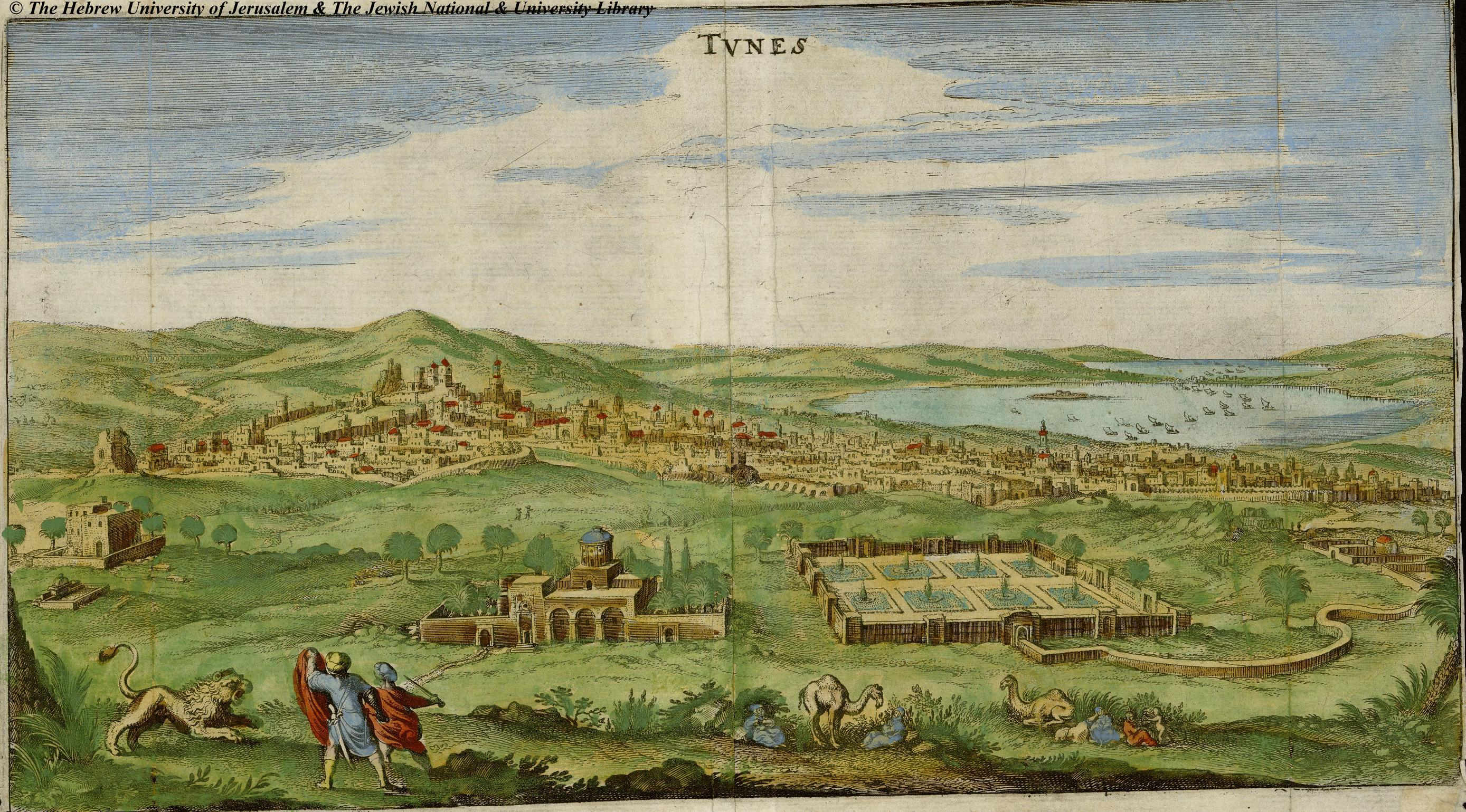
Túnez el año 1646, con el jardín de Musallah Al Aidan en primer plano.

La regencia de Túnez fue la época que vivió la actual Túnez tras la Conquista de Túnez (1574). El imperio otomano cedió el poder local a los beys muraditas que gobernaban junto con la institución diván) de la milicia turca que elegía el dey, que era el verdadero gobernador de facto del país, ya que el pachá únicamente tenía un rol honorífico. Este sistema no era bien visto por el bey Murad Bey II, hijo de Hammuda Pasha Bey que había hecho que se le reconociera como bey de Túnez por el dey y el diván antes de su muerte. Murad II multiplicó sus intrusiones en las prerrogativas del diván como la elección del dey, cosa que no habían hecho las beys anteriores, ya que habían respetado la división de poderes establecida por los turcos. Cuando murió Murad II en 1675, el diván y el dey decidieron que no podían permitir que su poder fuera usurpado por el bey muradita.

## Sucesión de Murad Bey II
Mohamed Bey El Muradi fue reconocido como nuevo bey el 1675 después de la muerte de su padre. Sin embargo, algunas semanas después de su toma del poder, exilió a su tío, Mohamed el Hafsi, que había sido elegido dey por el diván de la milicia para contrabalancear el poder de su hermano Murad II. Según el protocolo, el dey era superior y tenía más prestigio que su sobrino por ser el hijo de Hammuda Pachá Bey, que había sido más popular que Murad II.

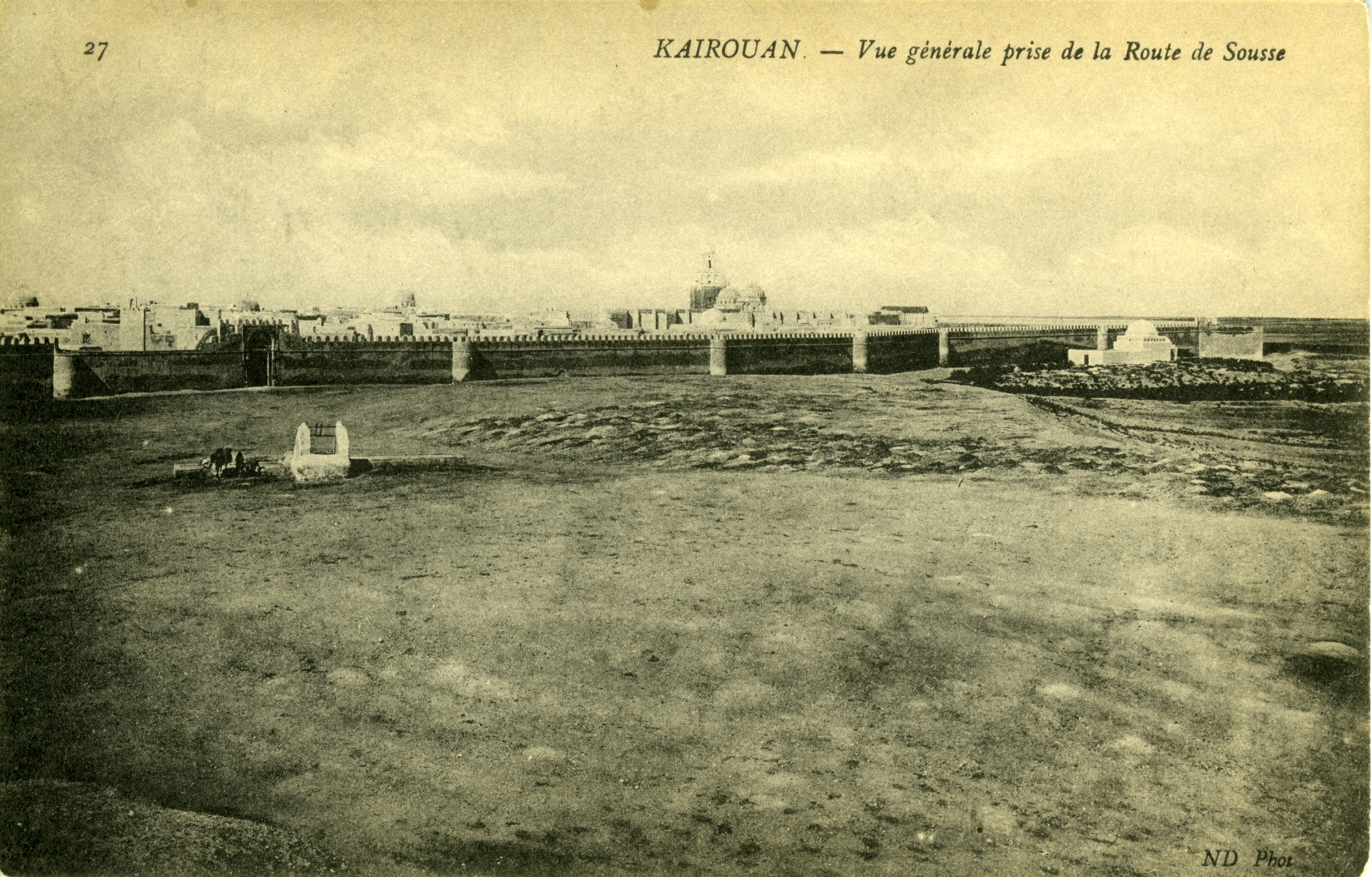
Vista de las murallas de Cairuán en 1900.

Su hermano Ali Bey, decepcionado por tener que compartir el poder, se refugió con el bey de Constantina  acompañado de las tribus del noroeste de Túnez a las que les había prometido oro y plata. Mohamed Bey El Muradi se fue de Túnez antes de la llegada de las tropas de Ali y se refugió en Cairuán. Ali sitió la ciudad pero Mohamed respondió a la provocación combatiéndolo. En 1677 organizó la batalla del Kerim en la plana de El Fahs que ganó Ali. Este, entonces, volvió a Túnez para hacerse reconocer bey mientras su hermano continuaba en Cairuán.
Mohamed El Hafsi Pachá retornó de su exilio con nuevas tropas turcas y se alió con su sobrino Mohamed Bey El Muradi contra Ali Bey. Tras una mediación del dey de Argel se firmó un pacto el 10 de diciembre de 1679 entre los tres príncipes muraditas y el diván de la milicia. Alí continuó siendo bey de Túnez, su hermano Mohamed se convirtió caïd de los sanjacados del interior del país y Mohamed El Hafsi quedó como pachá de Túnez.

## Revuelta de Mohamed El Hafsi Pachá
Mohamed El Hafsi Pachá no estaba de acuerdo en que el rol de bajá fuera únicamente honorífico. Entonces se hizo un complot con su sobrino Mohamed para deponer el dey de Túnez, aliado de Ali Bey. Pero, tras fracasar, fue enviado al exilio definitivo en Estambul. Al romperse el equilibrio, los hermanos Ali y Mohamed volvieron a comenzar la lucha que se dieron en combates en las montañas y en el centro del país. Entonces, el diván y la milicia turca eligieron nuevo dey a Ahmed Chelebi, que era muy popular entre los turcos para contraponer el poder de los muraditas. Este eligió al mameluco Mohamed habilidoso como nuevo bey. Al ver que podían perder su poder, los hermanos muraditas firmaron una tregua para unirse contra el dey y su nuevo bey con la alianza del dey de Argel, Ahmed Khodja, que temía un contagio de la revuelta entre los soldados turcos de Argel.
En mayo de 1686 Túnez fue tomada por el ejército del dey de Argel. Mohamed Bey sospechó que su hermano había hecho un complot con los argelinos para tomar el poder tras la conquista de Túnez y el haga asesinar para tomar él mismo el poder en la capital. Mohamed Ben Cheker, comandante de las tribus del noroeste que era aliado de los argelinos se trasladó a Túnez para controlar el bey en nombre del dey de Argel. Mohamed Bey El Muradi intentó aliarse con Ben Cheker ofreciéndole su hija en matrimonio pero no estaba seguro de conseguirlo porque este deseaba el beylicato. Al no encontrar ayuda en Túnez, la milicia despreció a Mohamed. Ben Cheker salió de Túnez y se alió con las fuerzas del dey de Argel para tomarla. Después de un largo asedio muy crudo para la población civil, sumado a la huida de Mohamed Bey al sur de Túnez, volvió a caer por segunda vez bajo las manos del dey de Argel, Chaabane  Khodja i de Ben Cheker el 12 de noviembre de 1694.

## Mohamed Bey El Muradi retorno al poder
En aquellos momentos, la población de Túnez, sufrió las exacciones de los turcos de Argel y las tribus de Ben Cheker que durante tres años expoliaron los comerciantes de Túnez. Los aliados de Mohamed Bey El Muradi atizaron la cólera de la población tunecina para que se sublevase contra la autoridad con la milicia turco-tunecina al frente. De esta manera, con la ayuda de los soldados otomanos y de otras tribus, atacó a Ben Cheker que no tenía el apoyo de sus aliados argelinos. El 1 de mayo de 1695 Mohamed Bey atacó Cairuán y al perder sus tropas, Ben Cheker, huyó junto al sultán Ismaíl de Marruecos en Marruecos. Cuando Mohamed Bey se presentó en Túnez durante el mes del Ramadán, La población local le abrió las puertas y lo reconocieron como bey el 5 de mayo. El dey de Túnez, abandonado por el dey de Argel se refugió en la ciudadela de la kasbah pero terminó siendo linchado por la población en venganza por los crímenes que había cometido durante su magistratura.
Mohamed Bey pacificó todo el país y terminó la reconstrucción de la capital que había sufrido dos sitios. Murió en 1696 y sus hijos fueron considerados por el diván como demasiado jóvenes para reinar y fueron excluidos del belycato. Romdhane, último hijo de Murad II Bey y hermano de Mohamed Bey fue reconocido como el nuevo bey.

## Revuelta de Murad III

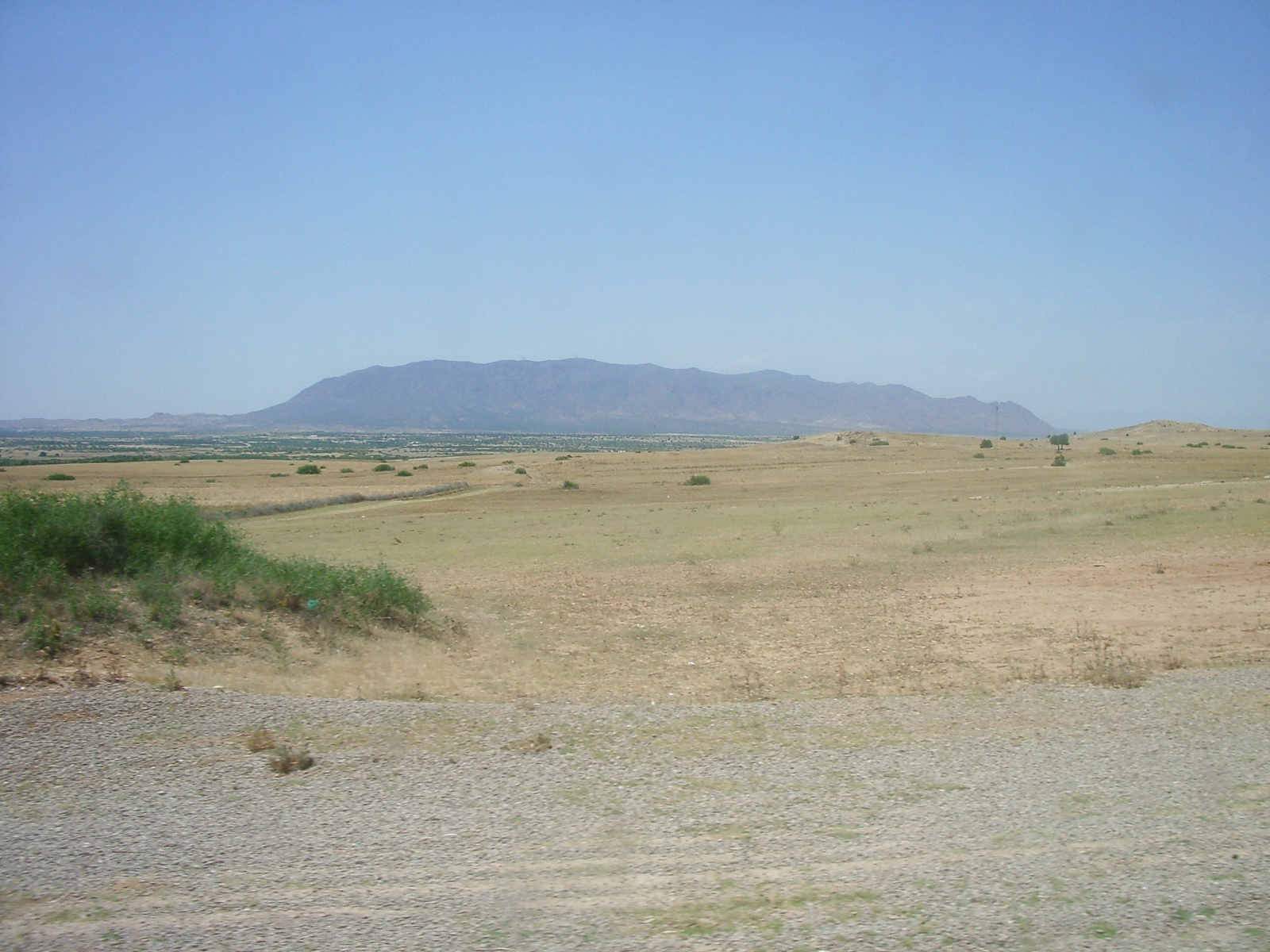
Silueta del Djebel Ussselat visto desde la llanura del Sahel, lugar donde se refugió Murad III.

Como Romdhane Bey era incapaz de gobernar, cedió la regencia al mameluco y músico de Florencia, Madhoul. Esto provocó el descontento de la población y la milicia turca ya que no hizo una buena gestión. Dirigió las sospechas del bey contra su sobrino Murad, quien fue citado a Dar El Bey y acusado de conspiración y sedición. Romdhane Bey le condenó a sacarle los ojos, pero Murad se escapó y se refugió en el Djebel Ousselat, un núcleo montañoso cerca de Cairuán donde comenzó a fomentar una revuelta contra su tío. Las guarniciones turcas del centro del país y del litoral y algunas tribus árabes tomaron partido por Murad. Entonces, Romdhane Bey intentó huir atemorizado pero fue atrapado por los aliados de su sobrino y decapitado en 1699.
Entonces Murad III fue elegido bey los 18 años. Este asesinó salvajemente a todos los antiguos aliados de su tío y eliminó a todos los que hacían complot por el dey de Argel que intentaban aprovechar el desorden para apoderarse otra vez de Túnez. Murad III declaró la guerra a la Regencia de Argel para vengarse de las incursiones de sus vecinos. Murad III atacó Constantina junto con aliados de la Trípoli que estaba bajo el gobierno de Khelil Bey. En 1698 Ali Khodja, dey de Argel perdió una batalla fuera de las murallas de la ciudad. El diván de Argel contraatacó y obligó a Murad III Bey a abandonar el asedio y retirarse a sus territorios.

## Golpe de Estado de Ibrahim Sharif

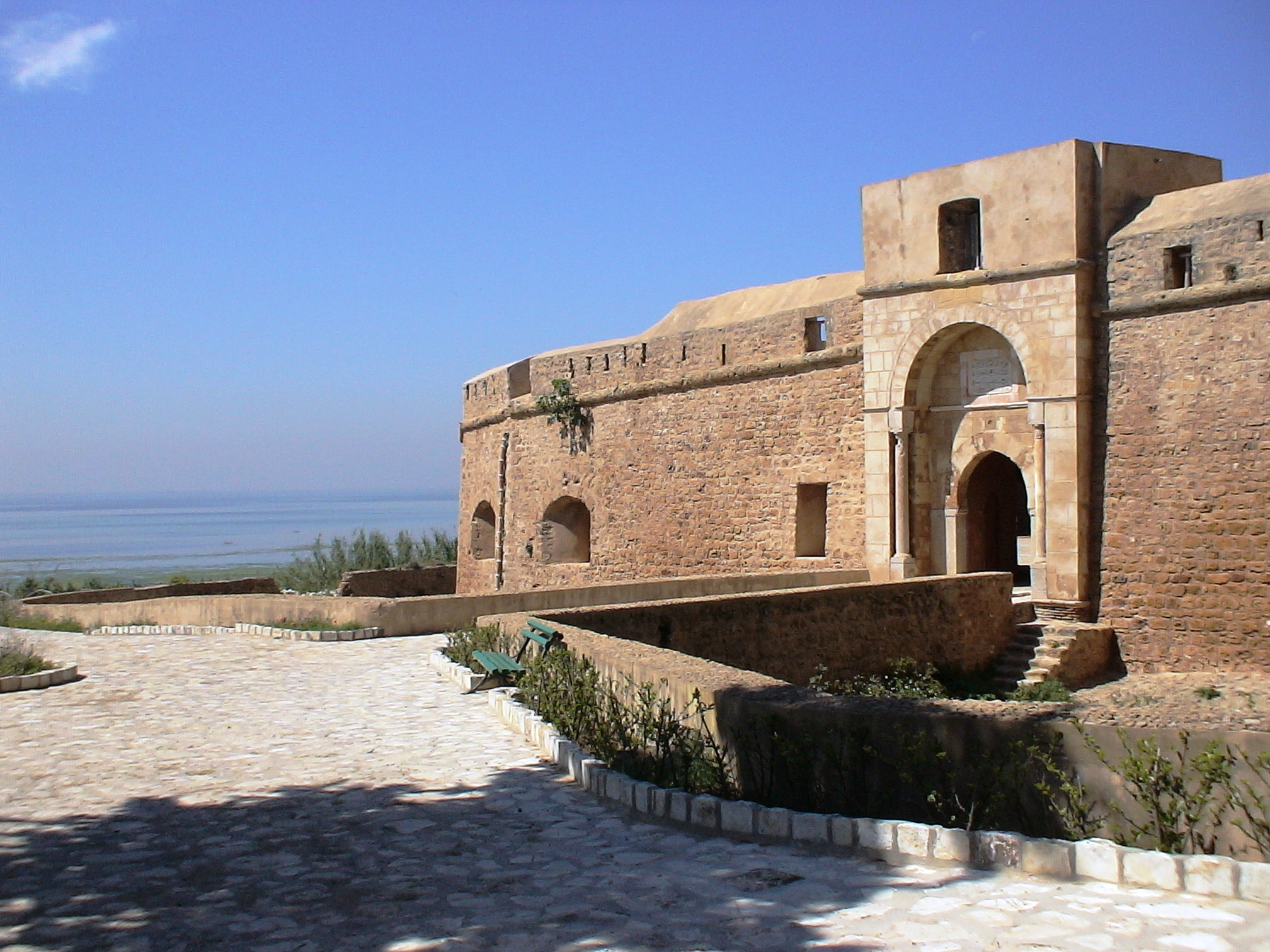
Fuerte de Porto Farina, donde Ibrahim Sharif fue asesinado por los agentes de Hussein Bey Ben Alí

Murad III volvió a luchar contra el dey de Argel y el bey de Constantina tres años más tarde. Invitó a Ibrahim Sharif, agha de los jenízaros de Túnez, a Estambul para que reclutara nuevas tropas. En aquellos momentos recibió la orden de que cesaran las hostilidades entre Túnez y Argel. Sin embargo, naves llenas de reclutas de Anatolia llegaron a Ghar El Melh y Murad III los condujo a la frontera con Argelia en 1702. . Entonces Ibrahim Sharif conspiró contra él, con los otros lugartenientes como el futuro bey Al-Husayn I ibn Ali. Ibrahim Sharif estaba cabalgando con él hacia Constantina y disparó su trabuco contra el bey, que huyó sangrando y fue rápidamente rodeado por sus otros oficiales; lo mantuvieron quieto mientras uno de ellos le cortaba la cabeza con un sable. Ibrahim regresó y asesinó a todos los otros príncipes: Hassan, el hermano de Murad II, y sus primos, incluido un hijo de cuatro años. Regresó a Túnez con el ejército para anunciar el fin del reinado del siglo muradita a un populacho conmocionado. Fue nombrado como bey de Túnez pero no tuvo que resistir ninguna oposición, él mismo se había elegido dey y anunció la abolición del título de bey.

Escudo de armas de los husseinitas.

Debido a las masacres contra los muraditas y a su acumulación de poder, se convirtió muy impopular entre los turcos. El dey de Argel se alió con los de Tripolitania para atacar la isla de Yerba. Ibrahim Cherif luchó contra el bey de Trípoli pero fue vencido por el dey de Argel cerca de Kef el 10 de julio de 1705. Fue capturado y enviado a Argel. Algunos días después, el agha de los Spahis, antiguo ministro de Financias de Murad III e hijo del gobernador de Ket, Ali El Turki, retornó a Túnez con los restos del ejército de Ibrahim Cherif.
Al-Husayn I ibn Ali. se hizo reconocer bey por el diván de Túnez el 15 de julio de 1705, con quien inauguró la nueva dinastía belycal de Túnez los husseinitas.